# Saint-André-de-Boëge
Saint-André-de-Boëge, bis 1935 Saint-André genannt, ist eine französische Gemeinde im Département Haute-Savoie in der Region Auvergne-Rhône-Alpes.

## Geographie
Saint-André-de-Boëge liegt auf 735 m, etwa 20 Kilometer östlich der Stadt Genf (Luftlinie). Die Streusiedlungsgemeinde erstreckt sich im Vallée Verte in einer offenen Talweitung, die von der Menoge durchflossen wird, am Ostfuß der Bergkette Les Voirons in den nordwestlichen Savoyer Alpen.
Die Fläche des 12,60 km² großen Gemeindegebiets umfasst einen Abschnitt des Vallée Verte. Das von der Menoge entwässerte Tal ist in Richtung Nordost-Südwest orientiert und besitzt bei Saint-André-de-Boëge einen rund 1 km breiten, flachen Talboden. Östlich dieses Tals reicht das Gemeindeareal auf die Höhen von Le Perret (bis 1031 m) und im Süden zum Mont de Vouan. Nach Westen erstreckt sich der Gemeindeboden über einen dicht bewaldeten und durch verschiedene Erosionsrinnen untergliederten Hang bis auf den Kamm von Les Voirons mit den Gipfeln Le Pralère (1410 m) und Pointe de Brantaz, auf der mit 1440 m die höchste Erhebung von Saint-André-de-Boëge erreicht wird.
Zu Saint-André-de-Boëge gehören zahlreiche größere und kleinere Weilersiedlungen, darunter Chez les Reybaz (737 m), Curseille (745 m) und La Corbière (724 m), alle im Tal der Menoge gelegen. Nachbargemeinden von Saint-André-de-Boëge sind Boëge im Norden, Bogève im Osten, Viuz-en-Sallaz und Fillinges im Süden sowie Lucinges und Cranves-Sales im Westen.

## Geschichte
Die Ortschaft wurde vermutlich im 12. oder 13. Jahrhundert gegründet, nachdem die Mönche von Saint-Jean-d’Aulps das Gebiet urbar gemacht hatten. Im Jahre 1867 wurden die Weiler Curseille und La Corbière, die vorher zu Fillinges gehört hatten, neu der Gemeinde Saint-André zugeteilt. Per Dekret wurde diesem Namen 1935 der Zusatz de Boëge hinzugefügt, um die Unterscheidbarkeit mit anderen Gemeinden gleichen Namens besser zu gewährleisten. Mit dem Kanton Boëge wechselte Saint-André-de-Boëge 1939 vom Arrondissement Bonneville zum Arrondissement Thonon-les-Bains.

## Sehenswürdigkeiten
Die Dorfkirche Saint-André wurde zu Beginn des 19. Jahrhunderts errichtet. 1878 wurde die Chapelle de Planet am Ostabhang von Les Voirons eingeweiht.

## Bevölkerung
| Jahr                       | 1962 | 1968 | 1975 | 1982 | 1990 | 1999 | 2005 |
| Einwohner                  | 334  | 295  | 297  | 329  | 469  | 516  | 563  |
| Quellen: Cassini und INSEE |      |      |      |      |      |      |      |

Mit 594 Einwohnern (Stand 1. Januar 2022) gehört Saint-André-de-Boëge zu den kleinen Gemeinden des Département Haute-Savoie. Seit Mitte der 1970er Jahre wurde ein kontinuierliches Wachstum der Einwohnerzahl verzeichnet.

## Wirtschaft und Infrastruktur
Saint-André-de-Boëge war bis weit ins 20. Jahrhundert hinein ein vorwiegend durch die Landwirtschaft und die Forstwirtschaft geprägtes Dorf. Heute gibt es verschiedene Betriebe des lokalen Kleingewerbes. Einige Erwerbstätige sind Wegpendler, die in den größeren Ortschaften der Umgebung, vor allem im Raum Genf-Annemasse, ihrer Arbeit nachgehen.
Die Ortschaft liegt abseits der größeren Durchgangsstraßen, ist aber von Boëge, das an einer Verbindungsstraße von Thonon-les-Bains über den Col de Cou nach Fillinges liegt, leicht erreichbar.